# Escritura de sello pequeño

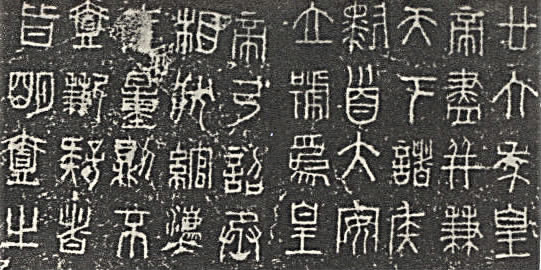
Grabado refiriéndose al peso estándar para equilibrar una balanza

La escritura de sello pequeño ( chino : 小篆, xiǎozhuàn ), anteriormente romanizado como Hsiao-chuan y también conocido como escritura de sello estándar, sigilar menor o sello Qin (秦篆, Qínzhuàn ), es una forma arcaica de caligrafía china. Fue estandarizada y promulgada como estándar nacional por Li Si, primer ministro de Shi Huangdi, el primer emperador de Qin.
Antes de las guerras de unificación chinas al final de la dinastía Zhou, los estilos locales de caracteres habían ido evolucionado independientemente unos de otros durante siglos, produciendo lo que se denominan "sellos de los seis estados" (六國文字), todos los cuales se incluyen bajo el término general de escritura de sello. Sin embargo, bajo el nuevo gobierno imperial, la diversidad se consideró perjudicial ya que dificultaba la comunicación, el comercio, los impuestos o el transporte; y en definitiva era un impedimento para mantener el poder del nuevo emperado Qin y su dinastía.
Por lo tanto, el emperador Qin Shi Huang ordenó la unificación sistemática de pesos, medidas, monedas, etc., y el uso de un sello de escritura estándar. Los caracteres distintos de los de la escritura Qin fueron prohibidos, y los textos que no estuvieran redactados con el sello estándar debían ser quemados, y según las crónicas se llegaron a ejecutar hasta 460 letrados que se atrevieron a desobedecer las reformas. Muchas otras obras se conservaron debido a que hubo gente que se dedicó a memorizar los textos antes de ser destruidos. Esta política se implantó alrededor del 220 a. C., el año siguiente a la unificación de los estados chinos por parte de Qin; y se abolió quince años más tarde con la siguiente dinastía.
El uso estandarizado de caracteres de sello pequeño se promulgó a través del Cangjiepian, un diccionario compilad por Li Si y otros dos ministros. De esta compilación, que se dice que contenía alrededor de 3.300 caracteres, tan solo se han conservado unos fragmentos. 

## Unicode
Se ha propuesto la inclusión de la escritura de sello pequeño en el estándar de unificación de caracteres Unicode.